# 古川町立袈裟丸小学校
古川町立袈裟丸小学校 （ふるかわちょうりつ けさまるしょうがっこう）は、かつて岐阜県吉城郡古川町（現・飛騨市古川町）に存在した公立小学校。

## 概要
- 校区は袈裟丸・野口・戸市であり、旧・細江村の小学校であった。古川町が農村部の過疎化による小規模校の複式学級を解消するために、隣接校の統合をすすめたことにより、1963年、末真小学校、信包小学校と統合し、中山小学校の新設により廃校。
- 校舎は古川西小学校東分教室として1970年6月まで使用された。跡地は袈裟丸研修センターとなっている。

## 沿革
- 1874年（明治7年）3月 - 就明学校が開校。袈裟丸村、野口村、末真村、戸市村の児童が通学する。浄永寺[注釈 2]を仮校舎とする。
- 1875年（明治8年）2月 - 杉崎村、太江村、袈裟丸村、野口村、末真村、戸市村、数河村が合併し、細江村が発足。
- 1876年（明治9年） - 袈裟丸学校に改称する。
- 1886年（明治19年） - 袈裟丸簡易科小学校に改称する。
- 1888年（明治21年）10月 - 袈裟丸尋常小学校に改称する。
- 1903年（明治36年）6月 - 新築移転。
- 1906年（明治39年） - 末真地区が袈裟丸尋常小学校から分立し、末真尋常小学校が開校する。
- 1907年（明治43年） - 校舎を増築（木造2階建）する。
- 1914年（大正3年） - 農業補習学校を併設する。
- 1928年（昭和3年） - 青年訓練所を併設する。
- 1930年（昭和5年）4月 - 袈裟丸尋常高等小学校に改称する。
- 1941年（昭和16年）4月1日 - 袈裟丸国民学校に改称する。
- 1947年（昭和22年）4月1日 - 細江村立袈裟丸小学校に改称する。
- 1949年（昭和24年）4月 - 細江中学校袈裟丸分校を併設する。
- 1956年（昭和31年）4月1日 - 古川町、細江村、小鷹利村が合併し、改めて古川町が発足。同時に古川町立袈裟丸小学校に改称する。
- 1958年（昭和33年）3月 - 細江中学校袈裟丸分校が統合され、宮城中学校の新設により廃止。袈裟丸小学校は単独校となる。
- 1963年（昭和38年）3月 - 末真小学校、信包小学校と統合し、中山小学校の新設により廃校。校舎は中山小学校袈裟丸分教室となる。